# 承光 (北斉)
承光（しょうこう）は、南北朝時代の北斉において、幼主高恒の治世に使用された元号。577年正月 - 3月。

## 西暦・干支との対照表
| 承光 | 元年  |
| 西暦 | 577年 |
| 干支 | 丁酉  |